# Иванов, Андрей Константинович (архитектор)
Андрей Константинович Иванов (16 октября 1880, Финеево, Киржачский район — 30 октября 1968, Москва) — русский и советский архитектор.

## Биография
Родился 16 октября 1880 года в селе Финеево Владимирской губернии (ныне Киржачский район Владимирской области). В 1901 году окончил Московское училище живописи, ваяния и зодчества (МУЖВХ). В 1906 году окончил Императорскую Академию художеств, защитив дипломный проект «Кафедральный собор для губернского города», и получил звание художника-архитектора.
До Октябрьской революции занимался обмерами памятников архитектуры: Благовещенского собора Московского Кремля и церкви Покрова в Филях. С 1913 года преподавал в МУЖВХ. После революции продолжал преподавать. В 1924 году выполнил проект Мавзолея Ленина. В 1927 году совместно с Н. М. Вавировским построил общежитие Академии коммунистического воспитания имени Н. К. Крупской на улице Усачёва. В 1934 году вступил в Союз архитекторов СССР.
По данным 1914 года, жил в Москве в Нащокинском переулке, 6. С 1920-х годов жил в Хлебном переулке, 19, кв. 23.
Умер 30 октября 1968 года. Похоронен на Ваганьковском кладбище.